# قائمة الأوسمة والنياشين والميداليات في الأردن
تتضمن القائمة التالية الأوسمة والنياشين والميداليات في الأردن، والتي تتنوع وتتفاوت في درجاتها وفقًا لنوع الإنجاز أو الخدمة المقدمة، حيث تبدأ من الميداليات العادية وتصل إلى الأوسمة العليا. تُمنح هذه التكريمات خلال المناسبات الرسمية مثل عيد الاستقلال، يوم الجيش، واحتفالات وطنية أخرى.
بموجب القانون، يملك جلالة الملك صلاحية منح الأوسمة والنياشين سواء للأردنيين أو الأجانب، وللعسكريين أو المدنيين، وذلك وفقاً للأنظمة المطبقة في دولة الحاصل على الوسام. ويُقدَّم طلب منح الوسام بتنسيب من رئيس الوزراء، ويتم حفظ نماذج الأوسمة في ديوان رئاسة الوزراء. منذ عام 1986، أصبح من التقليدي منح هذه الأوسمة خلال احتفالات عيد الاستقلال، ويوم الجيش، وذكرى الثورة العربية الكبرى في 10 حزيران.

## اقسامها
بموجب نظام الأوسمة رقم (97) لسنة 2015، تقسَم الأوسمة في المملكة الأردنية الهاشمية إلى ثلاث فئات: أوسمة مدنية، وأوسمة عسكرية، وأوسمة وميداليات المناسبات الخاصة.

### الأوسمة المدنية
تُمنح الأوسمة المدنية للمدنيين، ويجوز منحها للعسكريين وللأشخاص الاعتباريين. وتتضمن:

## الأوسمة العسكرية
إضافة للأفراد العسكريين، يجوز منح الأوسمة العسكرية للتشكيلات والوحدات العسكرية، وتتضمن:

## أوسمة المناسبات الخاصة
وتُستحدث أوسمة المناسبات الخاصة، بإرادة ملكية يُحدَّد فيها الحدثُ أو المناسبةُ التي تَقرّر استحداث الوسام لها، والأشخاص المستحقّون لهذا الوسام بناءً على تنسيب رئيس الوزراء المستند لتوصية الوزير أو الجهة المعنية إذا لم تكن مرتبطة بوزير. ويجوز منح هذه الأوسمة لهيئات ولأشخاص اعتباريين. ويتم بيان كيفية حمل هذه الأوسمة وأشكالها ومواصفاتها، بموجب الإرادة الملكية التي تًقرّر بموجبها استحداث الوسام.
ومن الأوسمة الخاصة:

## القائمة
| # | صورة الوسام | اسمه الوسام                                     | عدد الدرجات  |
| - | ----------- | ----------------------------------------------- | ------------ |
|   |             | وسام النجمة الهاشمية                            | درجة واحدة   |
|   |             | وسام الأقدام العسكري                            | درجة واحدة   |
|   |             | وسام النهضة                                     | خمس درجات    |
|   |             | وسام الكوكب                                     | خمس درجات    |
|   |             | وسام الاستقلال                                  | خمس درجات    |
|   |             | وسام الاستحقاق العسكري                          | خمس درجات    |
|   |             | ميدالية الشرف                                   | درجة واحدة   |
|   |             | وسام الحسين بن علي                              |              |
|   |             | وسام حملتي سوريا والعراق                        | درجة واحدة   |
|   |             | وسام ذكرى الحر                                  | درجة واحدة   |
|   |             | وسام العمليات الحربية                           | درجة واحدة   |
|   |             | وسام شارة تقدير الخدمة المخلصة                  | درجة واحدة   |
|   |             | وسام ذكرى معركة الكرامة                         | درجة واحدة   |
|   |             | وسام ذكرى معارك رمضان المبارك                   | درجة واحدة   |
|   |             | وسام الحرس الوطني                               | درجة واحدة   |
|   |             | وسام شارة الخدمة العامة في عمان                 | درجة واحدة   |
|   |             | وسام اليوبيل الفضي                              | درجة واحدة   |
|   |             | شارة الخدمة 1967م-1971م                         | درجة واحدة   |
|   |             | شارة جرحى الحرب                                 | درجة واحدة   |
|   |             | وسام قمة الوفاق والاتفاق                        | درجة واحدة   |
|   |             | وسام الذكرى الأربعون للجلوس الملكي 1952 – 1992م | درجة واحدة   |
|   |             | شارة المشاركة في مؤتمر قمة عمان الدوري الأول    | دون أي درجات |
|   |             | ميدالية الحسين للتفوق                           | ثلاث فئات    |
|   |             | وسام المشاركة في قوات حفظ السلام                | درجة واحدة   |
|   |             | وسام الملك عبد الله الثاني للتميز               |              |
|   |             | وسام الحسين للعطاء المميز                       |              |

## انظر ايضا
- قائمة الأوسمة الأردنية الممنوحة لرؤساء الدول والملوك
- الرتب العسكرية للقوات المسلحة الأردنية